# Mombrier
Mombrier ist eine französische Gemeinde mit 465 Einwohnern (Stand: 1. Januar 2022) im Département Gironde in der Region Nouvelle-Aquitaine (vor 2016: Aquitanien). Sie gehört zum Arrondissement Blaye und zum Kanton L’Estuaire. Die Einwohner werden Lansacais genannt.

## Lage
Mombrier liegt in der historischen Provinz Angoumois in der Kulturlandschaft der Charente und in den Weinbergen des Weinbaugebietes Côtes de Bourg, etwa sechs Kilometer nordöstlich des Zusammenflusses von Garonne und Dordogne. Umgeben wird Mombrier von den Nachbargemeinden Teuillac im Norden, Pugnac im Osten, Lansac im Süden, Samonac im Westen und Südwesten sowie Saint-Trojan im Nordwesten.

## Bevölkerungsentwicklung
| Jahr                       | 1962 | 1968 | 1975 | 1982 | 1990 | 1999 | 2007 | 2020 |
| Einwohner                  | 377  | 399  | 425  | 374  | 363  | 343  | 357  | 440  |
| Quellen: Cassini und INSEE |      |      |      |      |      |      |      |      |

## Sehenswürdigkeiten
- Kirche Saint-Sulpice, Monument historique

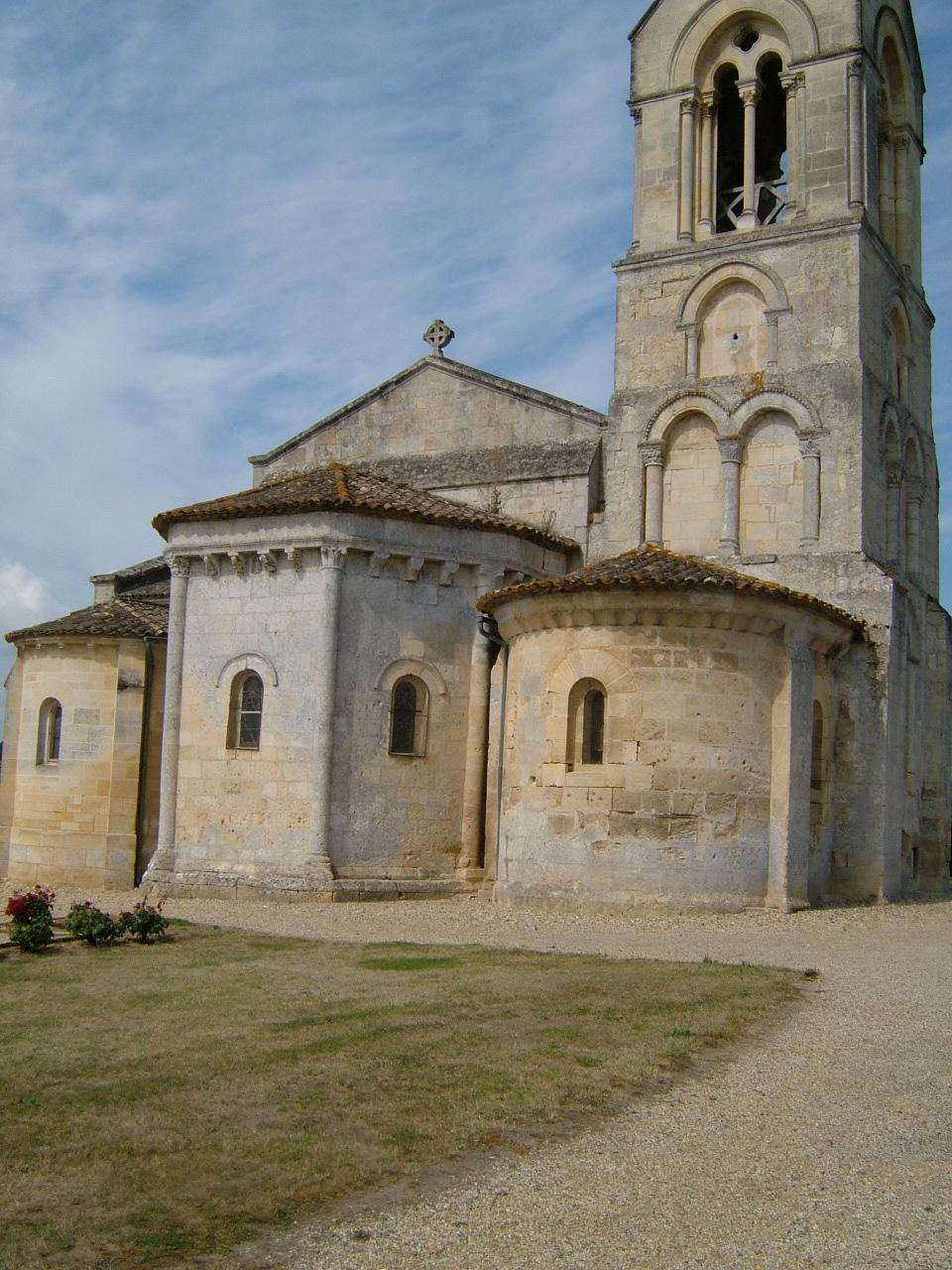
Kirche Saint-Sulpice